# Embelia xylocarpa
Embelia xylocarpa là một loài thực vật có hoa trong họ Anh thảo. Loài này được P.Halliday mô tả khoa học đầu tiên năm 1978.